# Sahg
Sahg ist eine norwegische Hard-Rock-Band aus Bergen. Die Band wurde im Jahre 2004 gegründet und steht bei Indie Recordings unter Vertrag. Sahg hat bislang fünf Studioalben veröffentlicht.

## Geschichte
Im Jahre 2004 gründeten der Manngard-Sänger Olav Iversen zusammen mit dem damaligen Gorgoroth-Bassisten Tom Cato Visnes und dem Gitarristen Thomas Tofthagen, der damals zusammen mit Visnes bei Audrey Horne spielt, die Band Sahg. Zusammen mit dem Schlagzeuger Einar Selvik nahm die Band im Jahre 2005 die EP Godless auf und wurde von Regain Records unter Vertrag genommen. Ein Jahr später veröffentlichte die Band ihr schlicht I betiteltes Debütalbum, welches Platz 31 der norwegischen Albumcharts erreichte. Kurz nach dem Abschluss der Aufnahmen verließ Selvik die Band und wurde durch Tor Bjarne Bjellan ersetzt.
Nach der Veröffentlichung des Debütalbums ging die Band mit Celtic Frost auf eine Tournee durch die Vereinigten Staaten und spielte im Jahre 2007 auf dem Wacken Open Air. Ein Jahr später veröffentlichte die Band ihr zweites Studioalbum II. Sahg gingen mit der Band Trouble auf Europatournee und spielten einzelne Konzerte, unter anderem auch in Indien. Schlagzeuger Tor Bjarne Bjellan verließ die Band und wurde im Jahre 2009 durch Thomas Lønnheim ersetzt. Die Band unterschrieb einen neuen Vertrag bei Indie Recordings. Ende 2009 begann die Band mit den Arbeiten an ihrem dritten Studioalbum. III erschien im August 2010.
Im November 2012 begann die Band mit den Aufnahmen für ihr viertes Studioalbum, welches Anfang 2013 erscheinen sollte. Zwischenzeitlich hatte Tom Cato Visnes die Band verlassen und wurde durch Tony Vetaas ersetzt. Das Album Delusions of Grandeur erschien am 25. Oktober 2013. Sänger Olav Iversen beschrieb das Album als ein Konzeptalbum über einen vom Größenwahn befallenen Menschen, das vom Filmen wie 2001: Odyssee im Weltraum oder Metropolis inspiriert wurde.
Zwei Jahre später verließen Gitarrist Thomas Tofthagen und Schlagzeuger Thomas Lønnheim die Band und wurden durch Ole Walaunet bzw. Mads Lilletvedt ersetzt. In dieser Besetzung spielte die Band ihr fünftes Studioalbum Memento Mori ein, dass am 23. September 2016 veröffentlicht wurde.

## Stil
Sahg spielen klassischen Hard Rock im Stile von Black Sabbath und Deep Purple. Gelegentlich verwendet die Band auch Einflüsse des Doom Metal bzw. Alternative Rock. Eduardo Rivadavia von Allmusic beschrieb die Musik von Sahg als eine moderne Interpretation der klassischen Heavy-Metal-Blaupause. Im Vorfeld des vierten Albums Delusions of Grandeur ließen sich die Musiker von moderneren Bands wie Gojira, Kylesa oder Mastodon inspirieren. Auf Metalnews wird die Band als klassischer Doom Metal bezeichnet und zwischen Candlemass, Trouble und Dio gestellt. Richard K. von Nonpop hingegen beschreibt die Musik als „Mischung aus Desert Rock und modernem Alternative Metal, die live zuweilen gar an Metallica zu unseligen ‚Load‘-Zeiten erinnert. Diese Assoziation mag aber auch durchaus am Gesang von Olav Iversen liegen, der auch nach Jahren im Profi-Musikgeschäft arg windschief durch die Landschaft pfeift und daher an die Bardenkunst eines James Hetfield erinnert.“

## Diskografie
- 2005: Godless (EP)
- 2006: I
- 2008: II
- 2010: III
- 2013: Delusions of Grandeur
- 2016: Memento Mori
- 2022: Born Demon